# Биршиба Спрингс (Тенеси)
Биршиба Спрингс (енгл. Beersheba Springs) град је у америчкој савезној држави Тенеси.

## Демографија
По попису из 2010. године број становника је 477, што је 76 (-13,7%) становника мање него 2000. године.
| Група             | 2000.       | 2010.       |
| Белци             | 550 (99,5%) | 470 (98,5%) |
| Афроамериканци    | 0 (0,0%)    | 0 (0,0%)    |
| Азијати           | 0 (0,0%)    | 1 (0,2%)    |
| Хиспаноамериканци | 3 (0,5%)    | 0 (0,0%)    |
| Укупно            | 553         | 477         |